# Deeleconomie
De deeleconomie is een socio-economisch systeem waarin delen en collectief consumeren centraal staat. Het gaat om gezamenlijk creatie, productie, distributie, handel en consumptie van goederen en diensten. Informatietechnologie is vaak de katalysator die individuen, vzw's en overheden van informatie voorziet die het delen en hergebruik van overcapaciteit mogelijk maakt.
In de Engelse taal worden verschillende termen gebruikt voor de deeleconomie, zoals sharing economy, collaborative economy, collaborative consumption, peer-to-peer economy, platform economy of on-demand economy.

## Overheid
De Europese Unie ondersteunt de deeleconomie actief. Het Europees Economisch en Sociaal Comité lijst de volgende voordelen op van de deeleconomie: "een lager verbruik van hulpbronnen en minder CO2-uitstoot, een grotere vraag naar duurzamere producten van goede kwaliteit, meer sociale interactie en vertrouwen tussen de gebruikers, en toegang tot kwalitatief hoogwaardige producten voor consumenten met lagere inkomens. Naarmate fabrikanten hun producten gaan aanpassen kan de deeleconomie ook bestaande marktdisfuncties elimineren, zoals ingebouwde, voortijdige slijtage".

## Van sociaal tot commercieel
De sociale voorlopers in de deeleconomie zijn initiatieven die zijn voortgekomen uit de wens om een bijdrage aan het buurtleven, kennis of een schoon milieu te leveren.
Voorbeelden van deze sociale deeleconomie zijn het Repair Café (spullen repareren), thuisafgehaald (maaltijden), Croqqer (hulp en diensten), Peerby (spullen lenen, uitlenen, huren en verhuren), Togethy (gezamenlijk betalen voor spullen), speel-o-theek (lenen van spellen en speelgoed) en djeepo (opslagruimte).
Besparende deelinitiatieven draaien om het praktisch delen van dure eigendommen met anderen bijvoorbeeld autodelen, liften en kamerverhuur aan toeristen.
Bij crowdfunding brengen mensen samen geld bijeen voor een doel, dat overigens niet per se sociaal hoeft te zijn. Reguliere banken raken ook geïnteresseerd in crowdfunding.
Bekend zijn diverse crowdfundingsacties voor collectieve inkoop van zonnepanelen, door particulieren, scholen en sportclubs. Maar er worden ook auto's voor particulieren of startende of uitbreidende restaurants gecrowdfund, waarbij een bedrijf alvast een beroep kan doen op het enthousiasme van potentiële klanten of gasten. Huishoudens met een BKR-notering die geen krediet krijgen bij een bank kunnen soms nog wel terecht bij particuliere crowdfunders.
Commerciële en on-demand diensten met een mobieletelefoonapplicatie presenteren zich soms als uiting van de deeleconomie, maar zijn door hun disruptieve karakter, schaal en opzet in de praktijk eerder dienstenplatforms. De meest succesvolle deeldiensten beperken zich tot het verbeteren en vermarkten van hun app, waarbij individuen en zelfstandige ondernemers de diensten aan klanten kunnen leveren: de apps Uber en Airbnb zijn daar voorbeelden van.

## Verschillende vormen
Er zijn verschillende vormen van delen te onderscheiden. De verschillende deelinitiatieven onderscheiden zich op de volgende manieren:
- Business-to-Business; de deeleconomie door bedrijven die goederen en diensten met elkaar gaan delen. Transport en zelfopgewekte energie zijn daarvan een goed voorbeeld.
- Diensten; hier staat het delen van kennis, creativiteit en klusjes doen voor elkaar voorop.
- Eten; voedsel gezamenlijk consumeren, het niet weggooien van voedsel of het afhalen van een maaltijd.
- Mobiliteit; het delen van allerhande transportmiddelen zoals autodelen of autohuur van particulieren, boten, fietsen, parkeerplaatsen, taxiritten of gezamenlijk reizen.
- Ruimte; het delen van een vakantieverblijf, kantoorruimte, werkplekken, opslagruimte of een (groente)tuin.
- Spullen; het ruilen, lenen, schenken of kopen van (nog) bruikbare spullen van particulieren.

Daarnaast is er een onderscheid te maken tussen betalingsvormen en eigendom:
- Kopen: het eigendom verschuift van de ene naar de andere gebruiker. Denk aan kringloopwinkels en marktplaatsen.
- Lenen: een gebruiker leent of gebruikt van een ander. Het eigendom blijft bij de uitlener.
- Verhuren: de gebruiker betaalt een overeengekomen bedrag aan de eigenaar.
- Gezamenlijk betalen: de gebruikers betalen gezamenlijk voor de gebruikte goederen of diensten. Vaak verblijft het eigendom bij een stichting of vereniging, waarbij de gebruikers bijvoorbeeld een vast bedrag betalen of naar gebruik.
- Natura: de gebruiker betaalt met een product of dienst als wederdienst.
- Tokens: de gebruiker betaalt met tokens (in plaats van met een wettelijk betaalmiddel) die binnen het betreffende deelinitiatief als betaalmiddel worden geaccepteerd.